# Libro de Amós

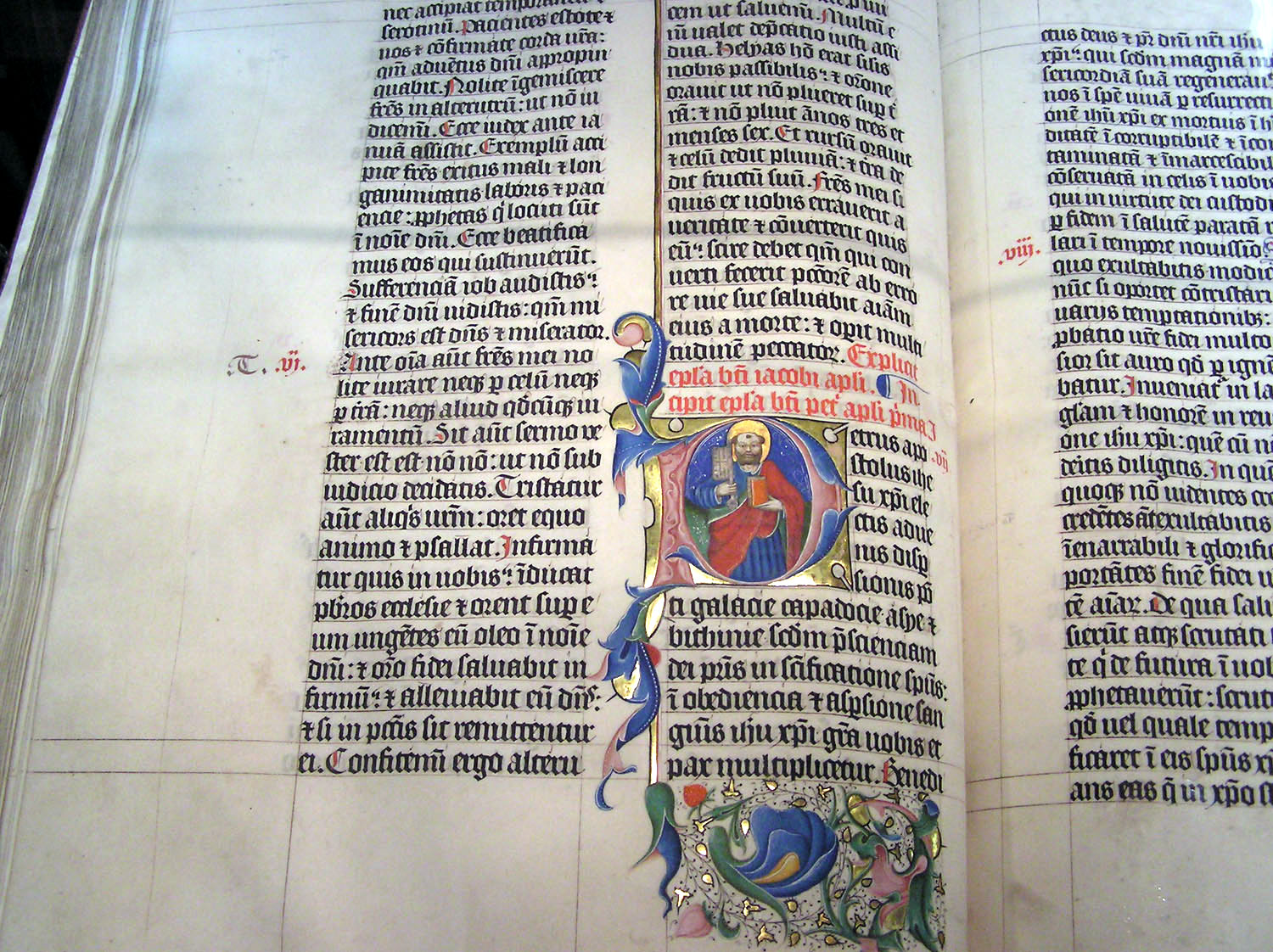
Una Biblia latina.

El Libro de Amós es un libro bíblico del Antiguo Testamento y del Tanaj hebreo. Pertenece a la colección de los llamados «Profetas Menores», debido a su escasa extensión. Se encuentra ubicado entre los libros de Joel y Abdías.

## Autor y fecha
Amós era punzador de higos sicómoros en Teqoa, una ciudadela de Judá, aunque ejerció su ministerio en el Reino del Norte durante el reinado del rey Jeroboam II (788 a. C. - 747 a. C.). Esta práctica se aplicaba a unas higueras descendientes de las egipcias para la maduración del fruto. Escribió su libro a mediados del siglo VIII a. C., y tenía —según se evidencia en el propio texto— extraordinarios conocimientos de la política de su país.
Profetizó, en un principio, en Bet-el en fiestas ilegítimas, utilizando los poderes de su verba para llevar al pueblo hacia la fe verdadera.

## Contexto histórico
Amós fue un contemporáneo más temprano de los profetas Oseas, Isaías y Miqueas; así que su contexto histórico, social y político es similar o idéntico al que se describe en los libros de dichos profetas. 

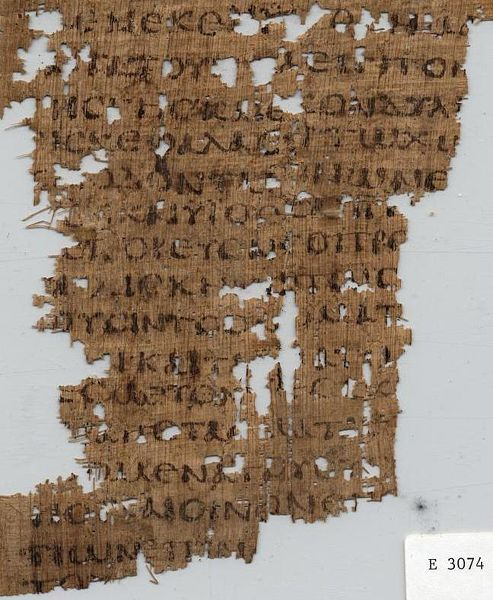

## Contenido
El libro de Amós incluye:
- Título y epígrafe (Am. 1:1-2);
- Oráculos contra Judá, Israel y los países vecinos (1:3-2:16);
- Amenazas contra el segundo de estos (3-6);
- Visiones simbólicas (7-9:10); y
- Promesa final de restauración (9:11-15).

## Terremoto en tiempos de Amós
Un gran terremoto se menciona en el libro del profeta Amós, quien fechó su profecía a "dos años antes del terremoto, cuando Uzías era rey de Judá y Jeroboam hijo de Joás era rey de Israel" (Amós 1:1). Varios geólogos creen que han encontrado evidencia de este gran terremoto en sitios en todo Israel y Jordania. Dichos geólogos escriben:
Los muros de mampostería muestran mejor el terremoto, especialmente los muros con sillares rotos, muros con hileras de piedras desplazadas, muros todavía en pie pero inclinados o arqueados, y muros colapsados con grandes secciones aún tendidas rumbo a rumbo. Los escombros en seis sitios (Hazor, Deir 'Alla, Gezer, Lachish, Tell Judeideh y 'En Haseva) están estrechamente confinados estratigráficamente a mediados del siglo VIII a. C., con errores de datación de ~ 30 años ... el terremoto fue al menos de magnitud 7.8, pero probablemente fue 8.2 ... Este severo desastre geológico se ha relacionado históricamente con un discurso pronunciado en la ciudad de Bethel por un pastor-agricultor llamado Amos de Tekoa." 
Una fecha exacta de este terremoto sería de gran interés para los arqueólogos e historiadores, ya que permitiría una sincronización del terremoto en todos los sitios afectados por él en Israel, Jordania, Líbano y Siria. Actualmente, la evidencia estratigráfica en Gezer fecha el terremoto en 760 a. C., más o menos 25 años, mientras que Yadin y Finkelstein fechan el nivel del terremoto en Hazor en 760 a. C. basándose en el análisis estratigráfico de los escombros de destrucción. Un informe de 2019 de geólogos que estudian capas de sedimento en el suelo del Mar Muerto reconfirmó además la ocurrencia de este evento sísmico en particular.

## Sentido religioso
El objetivo de Amós es enseñar que Yahvéh es el Dios del Universo, y que lo que los hombres llaman "Derecho Natural" no es otra cosa que el imperio del orden moral del que Dios es guardián y Señor.
Su poder es ilimitado, su albedrío sobre la naturaleza y los hombres es infinito. Amenaza y castiga por doquier por violar el orden moral antedicho, pero podría perdonarlos si se convierten a Él. En caso de persistir en el error, destruirá a todos los malvados en un cataclismo que Amós llama "El día de Yahvéh".[cita requerida]
El de Amós es un mensaje de terror, amenaza y castigo, pero también de perdón, redención y amor. El único medio de salvación es la conversión a la fe verdadera. Si Oseas es el profeta del amor, Amós es el de la justicia, terrible e inexorable, de Dios.